# Коулдейл (округ Скайлкілл, Пенсільванія)
Коулдейл (англ. Coaldale) — місто (англ. borough) в США, в окрузі Скайлкілл штату Пенсільванія. Населення — 2426 осіб (2020).

## Географія
Коулдейл розташований за координатами 40°49′11″ пн. ш. 75°54′58″ зх. д. / 40.81972° пн. ш. 75.91611° зх. д. (40.819740, -75.916102).  За даними Бюро перепису населення США в 2010 році місто мало площу 5,63 км², уся площа — суходіл.

## Демографія
Згідно з переписом 2010 року, у селищі мешкала 2281 особа в 961 домогосподарстві у складі 572 родин. Густота населення становила 405 осіб/км².  Було 1154 помешкання (205/км²).
Расовий склад населення:
| - 96,1 % — білих - 0,7 % — чорних або афроамериканців - 0,7 % — азіатів - 0,1 % — корінних американців |

До двох чи більше рас належало 1,7 %. Частка іспаномовних становила 3,3 % від усіх жителів.
За віковим діапазоном населення розподілялося таким чином: 22,5 % — особи молодші 18 років, 59,2 % — особи у віці 18—64 років, 18,3 % — особи у віці 65 років та старші. Медіана віку мешканця становила 41,0 року. На 100 осіб жіночої статі у селищі припадало 95,3 чоловіків;  на 100 жінок у віці від 18 років та старших — 90,5 чоловіків також старших 18 років.
Середній дохід на одне домашнє господарство  становив 39 473 долари США (медіана — 31 398), а середній дохід на одну сім'ю — 47 823 долари (медіана — 37 607). Медіана доходів становила 43 375 доларів для чоловіків та 30 368 доларів для жінок. За межею бідності перебувало 30,4 % осіб, у тому числі 60,4 % дітей у віці до 18 років та 12,8 % осіб у віці 65 років та старших.
Цивільне працевлаштоване населення становило 899 осіб. Основні галузі зайнятості: освіта, охорона здоров'я та соціальна допомога — 32,6 %, виробництво — 16,1 %, роздрібна торгівля — 11,7 %, будівництво — 9,8 %.